# 波部山椒螺
波部山椒螺为山椒蝸牛科山椒螺屬下的一个种，由日本貝類學家波部忠重於1942年命名:49, 56, pl. 1 bis, fig. 12; pl. 4, fig. 16。MolluscaBase根據波部後來在1994年的文獻，把本物種歸類到Paludinellassiminea屬去。